# 산세비에리아
산세비에리아(sansevieria) 또는 산세베리아는 비짜루과(아스파라거스과) 용혈수속(Dracaena)에 속하는 속씨식물 중 일부를 부르는 말이다. 과거에 있었던 산세비에리아속(Sansevieria) 식물의 총칭으로 쓰이기도 한다. 산세비에리아속에 속했던 모든 종은 APG III 분류 체계(2009)부터 용혈수속(Dracaena)으로 분류된다.

## 이름
‘산세비에리아’는 이탈리아의 과학자인 산 세베로 공자(公子) 라이몬도 디 산그로(1710~1771)를 기리기 위해 붙인 이름으로 알려져 있다.
1787년 빈센초 페타냐는 그의 후원자 키아로몬테 백작 산세베리노의 정원에서 식물을 채집하고 그를 기리기 위해 ‘산세베리니아(Sanseverinia)’라고 이름붙였다. 하지만 이후 1794년 칼 페테르 툰베리가 ‘산세비에리아’라는 이름을 썼다. 이것이 의도적인 것인지 오자인지는 분명치 않다.

## 특성
다육질의 다년생 상록 식물로서 열대 우림이나 열대초원 같은 지역이나 사막 같은 건조지역 즉, 아프리카, 마다가스카르 및 남아시아가 원산지이고 약 70종의 속이 있다.
라우렌티종 기준 한국에서는 60cm가량 자라며 최대 1.2m이상 자라기도 한다. 원산지에서는 잎이 20cm~3m가량 자라며 가끔 초록 빛을 띄는 하얀 꽃도 피우며, 꽃은 한국보다는 원산지에서 자주 핀다.
산세비에리아는 은방울꽃과의 특성상 식물 전체적으로 독이 있으므로 먹을 수 없다.
산세비에리아는 공기를 정화하는 데 탁월하다. 또 손이 많이 가지 않아 가정 내에서 기르기가 쉬운 식물이다. 고온다습하고 밝은 곳에서 잘 자란다.
음지에서도 죽지는 않으나 식물이 약해지므로 햇빛이 잘 드는 베란다나 창가에서 기른다. 잎에 두껍고 끝이 뾰족하며 광택이 난다.

## 산세베리아의 대표종
산세비에리아는 한국에서 10종 정도가 수입되며, 수입되는 종들은 가격이 낮지만 원산지에 있는 종중 하나는 한 포기당 가격이 수천만원대나 하는 종도 있다.

### 로우렌티
한국에서는 60cm정도로 자라며 큰 경우에는 1.2M 이상, 심지어는 원산지에서는 3m까지 자란다. 또한 폭은 길이에 비해 꽤 좁은게 특징이며 줄기의 2/3 부분이 가장 폭이 넓다. 옆에 노란 키메라가 있으며, 잎꽂이 번식을 하여 나오는 싹은 거의 100%가 '그린 타이거' 종으로 나오며 키메라가 그대로 나오는 경우는 극히 드물다.

### 로우렌티 콤펙타
라우렌티의 왜성종으로서 60cm 초과로는 자라지 않는다. 폭도 로우렌티와 비슷하며, 잎에 호랑이 무늬가 없고 복륜이 더욱 진한게 특징이다. 콤펙타종 역시 잎꽂이 번식시 나오는 싹은 거의 100%가 그린 타이거로 나온다.

### 수퍼바
흔히 로우렌티 왜성종이라고 잘못 알려진 종류이다. 로우렌티보다 키도 작으나, 45도로 꼬이며 자라며, 잎사귀의 폭이 매우 넓다. 30~40cm도 대형이며, 한국에서는 높이 70cm에 폭 25~30cm 이상 자란 포기는 매우 드물다.

### 그린 타이거
라우렌티의 원종으로, 라우렌티에 비해 키메라가 없는 것이 특징이다. 복륜이 없는 것을 제외하면 모양이나 성장은 라우렌티와 같다. 라우렌티나 콤펙타 종을 잎꽂이하면 거의 100%의 확률로 그린타이거종이 나온다.

### 스투키

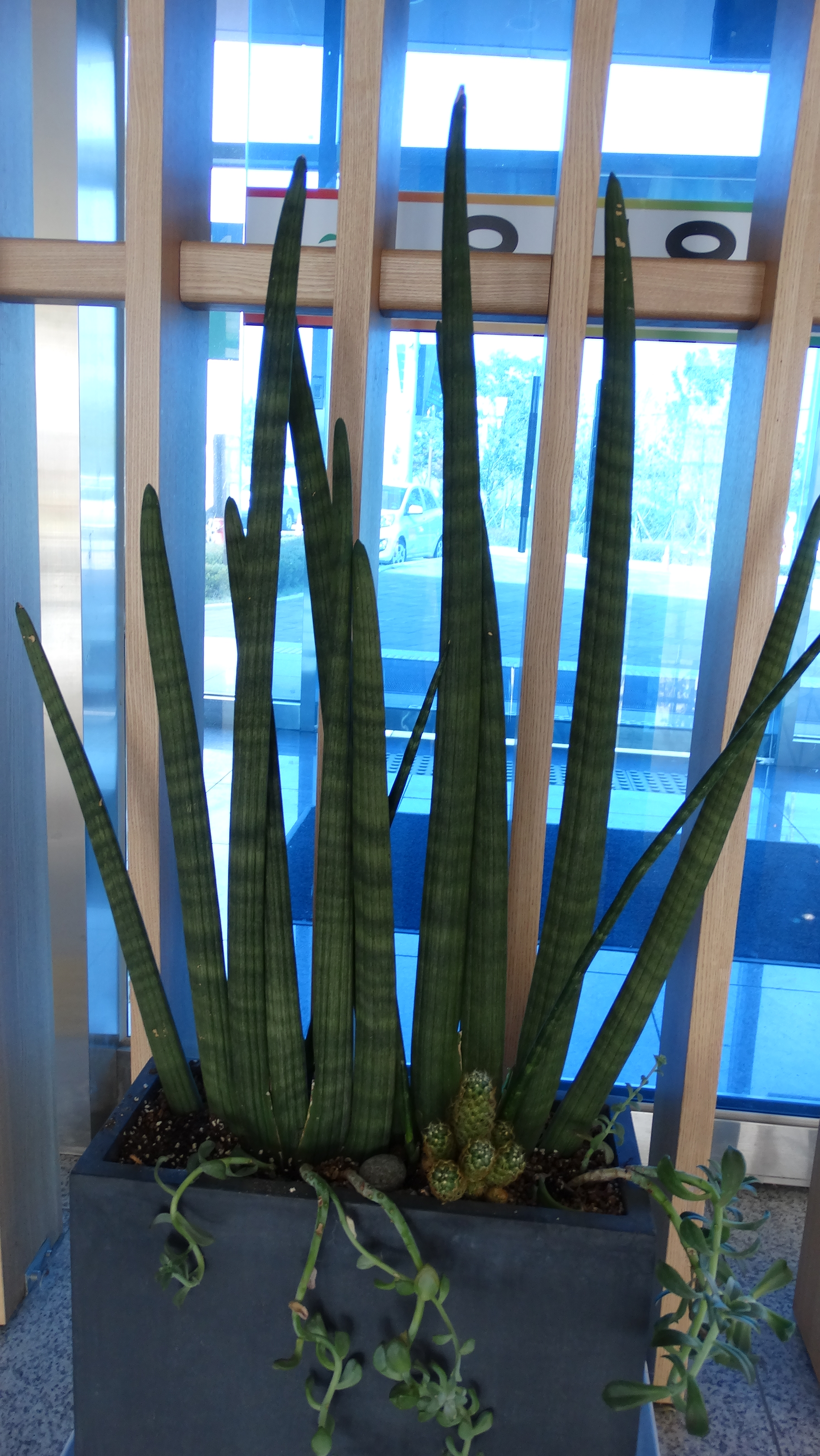
스투키 화분

키가 주로 90cm 이상 자라는 종이다. 오이처럼 잎이 둥글게 말리면서 길쭉하게 자란다. 성장속도는 라우렌티나 수퍼바보다 우수하며, 잎꽂이를 해도 복륜은 사라져도 자라는 모양은 변하지 않는 특징이 있다.